# Zinnia guanajuatensis
Zinnia guanajuatensis là một loài thực vật có hoa trong họ Cúc. Loài này được Graciela Calderón và Jerzy Rzedowski mô tả khoa học đầu tiên năm 1996 như là một thứ với danh pháp Zinnia acerosa var. guanajuatensis của loài  Zinnia acerosa. Năm 2012 Billier Lee Turner nâng cấp nó thành loài độc lập.

## Từ nguyên
Tính từ định danh guanajuatensis lấy theo tên bang Guanajuato ở miền trung Mexico.

## Phân bố
Loài này là bản địa đông bắc Mexico.